# Epimenio Giannico
Epimenio Giannico (Atessa, 11 novembre 1891 – Atessa, 24 giugno 1957) è stato un vescovo cattolico italiano.

## Biografia
Nato da una famiglia di ricchi possidenti terrieri, compì la sua formazione filosofica e teologica presso il seminario regionale di Chieti.
Fu cappellano militare durante la prima grande guerra, parroco di Santa Croce di Atessa e poi di Casoli e di Guardiagrele.
L'8 settembre 1937 papa Pio XI lo elesse vescovo di Trivento e il 24 ottobre successivo fu consacrato dall'arcivescovo Giuseppe Venturi nella cattedrale metropolitana di Chieti.
Durante l'occupazione tedesca in Italia, il 20 ottobre 1943 si offrì come prigioniero in cambio della liberazione di dieci giovani catturati per rappresaglia.
Nel settembre 1950 celebrò a Trivento il V sinodo diocesano; sotto il suo episcopato furono celebrati ad Agnone il congresso eucaristico presieduto dal cardinale Giuseppe Bruno nel 1951 e il congresso mariano di Trivento presieduto dal cardinale Federico Tedeschini nel 1955.
Fece pavimentare in marmo la basilica cattedrale e fece restaurare, anche a sue spese, il seminario vescovile.
Morì ad Atessa il 24 giugno 1957.

## Genealogia episcopale
La genealogia episcopale è:
- Cardinale Scipione Rebiba
- Cardinale Giulio Antonio Santori
- Cardinale Girolamo Bernerio, O.P.
- Arcivescovo Galeazzo Sanvitale
- Cardinale Ludovico Ludovisi
- Cardinale Luigi Caetani
- Cardinale Ulderico Carpegna
- Cardinale Paluzzo Paluzzi Altieri degli Albertoni
- Papa Benedetto XIII
- Papa Benedetto XIV
- Papa Clemente XIII
- Cardinale Marcantonio Colonna
- Cardinale Giacinto Sigismondo Gerdil, B.
- Cardinale Giulio Maria della Somaglia
- Cardinale Carlo Odescalchi, S.I.
- Cardinale Costantino Patrizi Naro
- Cardinale Lucido Maria Parocchi
- Vescovo Gennaro Trama
- Vescovo Giuseppe Signore
- Vescovo Girolamo Cardinale
- Arcivescovo Giuseppe Venturi
- Vescovo Epimenio Giannico